# Baoguo-Tempel (Ningbo)

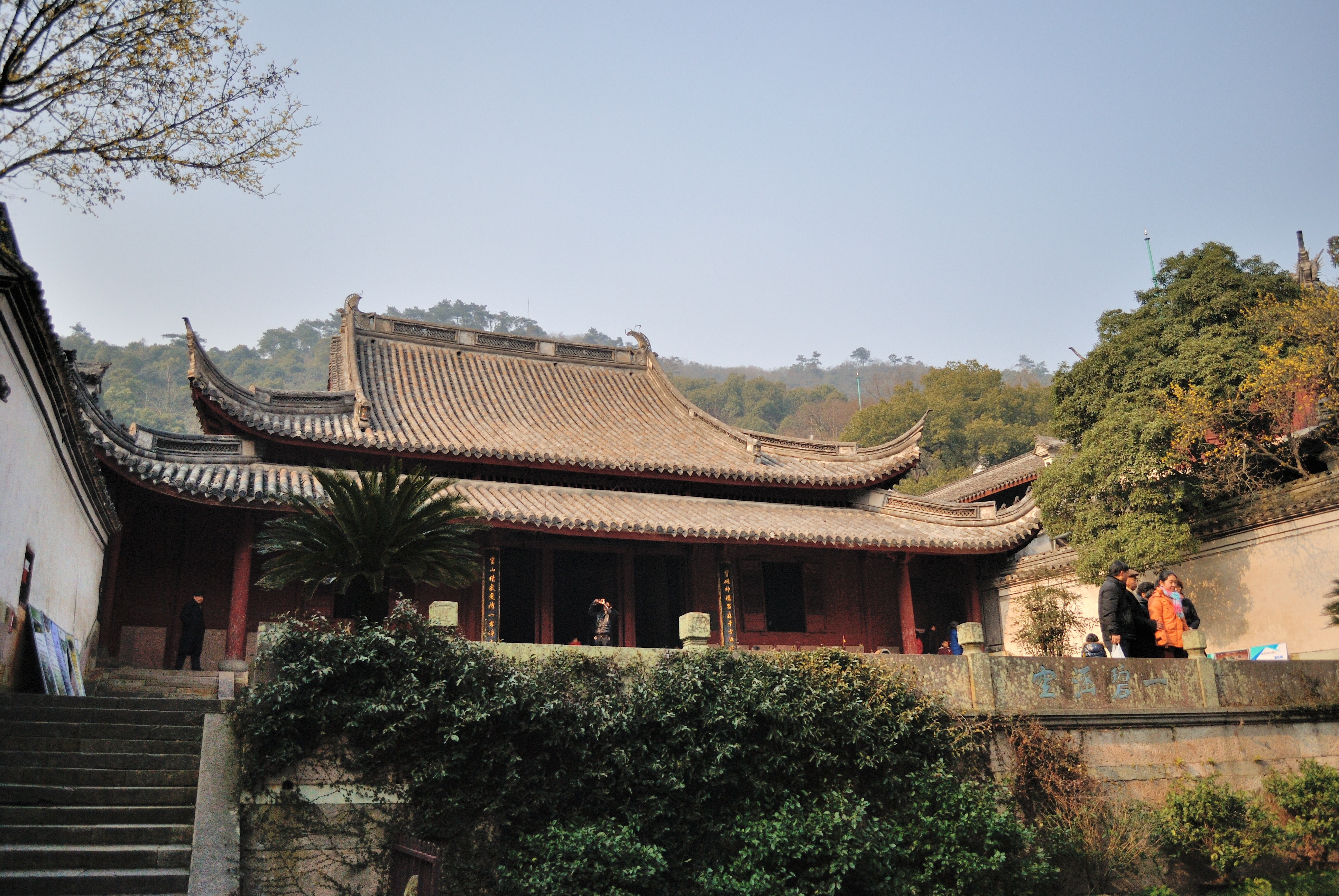
Der Baoguo-Tempel

Der Baoguo-Tempel (chinesisch 保国寺, Pinyin Bǎoguó Sì – „Tempel zum Schutz des Staates“) ist ein buddhistischer Tempel im Stadtbezirk Jiangbei von Ningbo in der chinesischen Provinz Zhejiang. Seine Haupthalle aus dem Jahr 1013 der Song-Dynastie ist der älteste Holzbau Südchinas.
Der Tempel steht seit 1961 auf der Liste der Denkmäler der Volksrepublik China (1-90)
Ursprünglich hieß der Tempel „Lingshan-Tempel“, wurde aber 880 in der Zeit der Tang-Dynastie umbenannt.